# Ungkarlshippa
Ungkarlshippa (även Den stora röjarskivan och Helan och Halvan gör rent hus) (engelska: Helpmates) är en amerikansk komedifilm med Helan och Halvan från 1932 regisserad av James Parrott.

## Handling
En morgon vaknar Helan med baksmälla efter en vild fest hemma hos honom kvällen innan. Han får ett brev från sin fru, som hon kommer till kvällen, Han får panik då hemmet är stökigt och måste städas. Han ringer till Halvan och ber honom om hjälp med städningen. Men ingenting går som planerat.

## Om filmen
Filmen hade svensk premiär den 15 augusti 1932 på biografen  Piccadilly och visades tillsammans med en annan av duons kortfilm Alla tiders hjältar.
Filmen finns i en färglagd version från 1983 och var den allra första film som kom att färgläggas med datorteknik.
Filmen finns utgiven på DVD och Blu-ray.

## Rollista
- Stan Laurel – Stan (Halvan)
- Oliver Hardy – Ollie (Helan)
- Blanche Payson – Ollie's fru
- Robert Callahan – brevbärare
- Bobby Burns – granne[2]